# آيلتون بوا مورتي
آيلتون فيليب بوا مورتي (بالبرتغالية: Aylton Filipe Boa Morte) (مواليد 23 سبتمبر 1993، هو لاعب كرة قدم يلعب كلاعب جناح.

## وصلات خارجية
- آيلتون بوا مورتي على موقع قاعدة بيانات كرة القدم.إي يو (الإنجليزية)
- آيلتون بوا مورتي على موقع Soccerway.com (الإنجليزية)
- آيلتون بوا مورتي على موقع عالم كرة القدم.نت (الإنجليزية)